# اچ‌ام‌اس آمفیون (۱۹۱۱)
اچ‌ام‌اس آمفیون (۱۹۱۱) (به انگلیسی: HMS Amphion (1911)) یک کشتی بود که طول آن ۳۸۵ فوت (۱۱۷٫۳ متر) بود. این کشتی در سال ۱۹۱۱ ساخته شد.